# Цайтблом, Бартоломеус

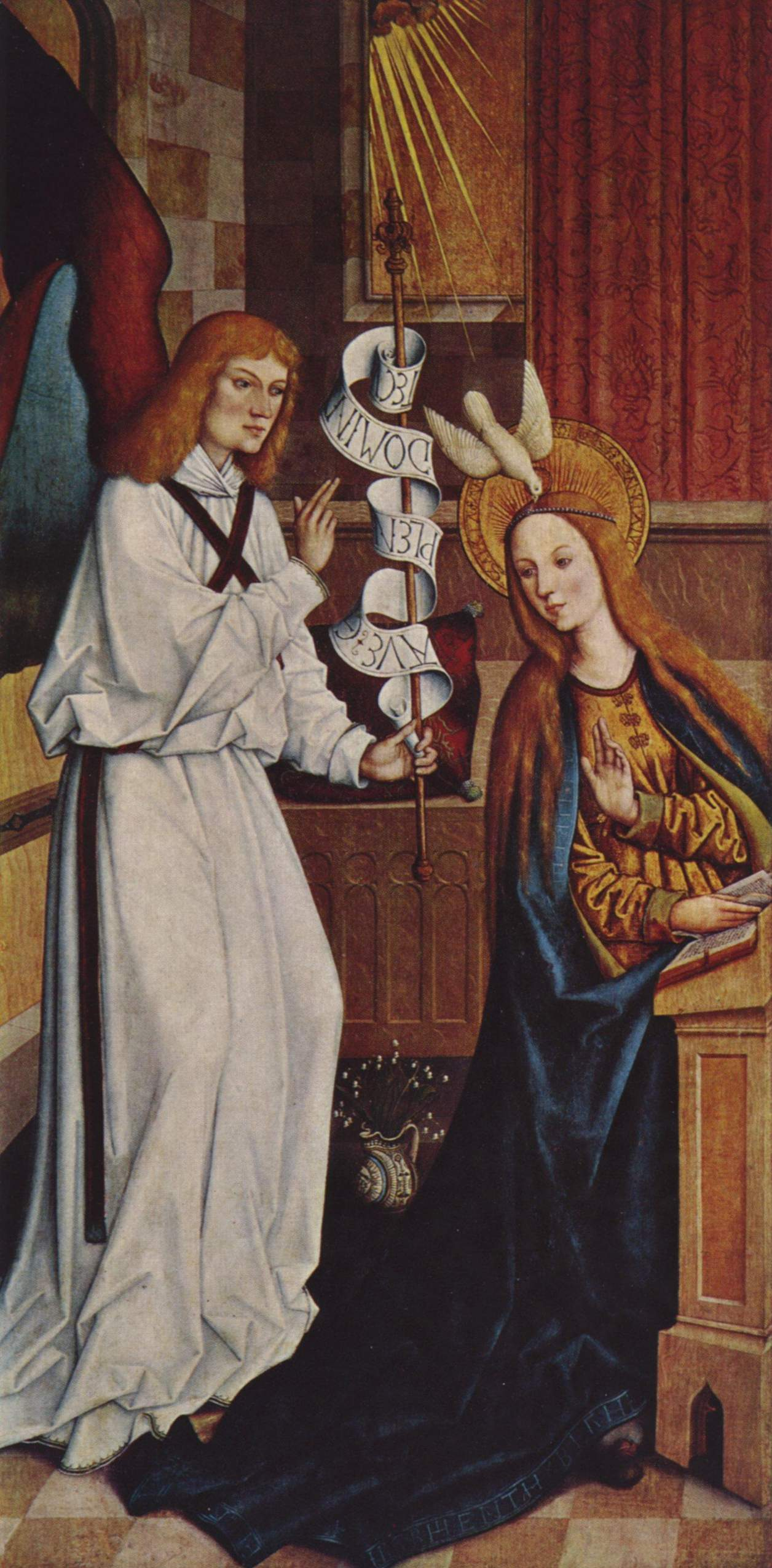
Бартоломеус Цайтблом. Благовещение Пресвятой Богородицы. Левая створка Эшахского алтаря. 1496. Государственная галерея. Штутгарт

Бартоломеус Цайтблом (нем. Bartholomäus Zeitblom; около 1455, Нёрдлинген — около 1520, Ульм) — немецкий художник, мастер алтарной живописи.
Учился рисовать в мастерской своего отчима Херлина в Нёрдлингене. С 1482 года жил в Ульме, где после женитьбы на дочери художника Шюхлина, стал владельцем его мастерской. Созданные в его мастерской и под его руководством алтари демонстрируют развитие местных, южногерманских художественных школ стиля поздней готики, имевших общий источник в старонидерландском искусстве. Одним из признаков школы Цейтблома является изображение плотно сомкнувшихся групп людей с застывшими выражениями лиц. В Штутгартской государственной галерее хранятся Кильхбергерский, Эшахский и Хербергерский алтари работы Цейтблома.